# Danh sách máy bay (A)
Danh sách máy bay theo hãng sản xuất
A B C-D E-H I-M N-S T-Z

## 3

### 3I
- 3I Sky Arrow

### 3Xtrim Aircraft Factory
- 3X55 Trener
- 3X47 Ultra

## A

### AAA
- AAA Vision

### AAC
- AAC SeaStar

### AAI Corporation
- AAI RQ-2 Pioneer
- AAI RQ-7 Shadow

xem NorthropGrumman

### AAMSA
- AAMSA A9B-M Quail

### AASI
- AASI Jetcruzer
- AASI Stratocruzer

### Abaris
- Abaris Golden Arrow

### ABC Motors
- ABC Robin

### ABE
- Abe Midget

### ABHCO
- ABHCO Gazelle

### A-B Helicopters
- A-B Helicopters A/W 95

### Abraham
- Abraham Iris

### Abramovich
- Abramovich flyer

### Abrams
- Abrams P-1 Explorer

### Abrial
Xem thêm: Levasseur-Abrial, Peyret-Abrial
- Abrial A-2 Vautour
- Abrial A-3 Oricou
- Abrial A-12 Bagoas
- Abrial A-13 Buse
- Abrial A-260

### ABS Aircraft
- ABS Aircraft RF-9

### ACAZ
- ACAZ C.2
- ACAZ T-2

### ACBA
- ACBA Midour

### Ace
- Ace Baby Ace
- Ace Junior Ace
- Pober Super Ace

### Aceair
- Aceair Aeriks

### Aces High
- Aces High Cuby

### Acme Aircraft Corp
- Acme Sportsman
- Acme Centaur
- Acme Sierra

### ACME
- ACME Anser

### AC Mobil 34
- AC Mobil 34 Chrysalin

### Acro Sport
- Acro Sport I
- Acro Sport II/Super Acro Sport

### AD(British AdmiraltyAirDepartment)
- AD Flying Boat
- AD Navyplane
- AD Scout (AD Sparrow)
- AD Seaplane Type 1000

### AD Aerospace
- AD Aerospace T-211

### Adam
- Adam RA-14 Loisirs
- Adam RA-17

### Adam Aircraft Industries
- Adam M-309 CarbonAero
- Adam A500
- Adam A700 AdamJet

### Adamoli-Cattani
- Adamoli-Cattani fighter

### Adams Industries
- Adams T-211

### Adams-Toman
- ATA Cruiser

### Adams-Wilson
- Adams-Wilson Hobbycopter còn được biết đến với tên gọi Adams-Wilson Choppy

### Adaro
- Adaro Chirta

### Adcox
- Adcox 1-A
- Adcox Cloud Buster
- Adcox Special
- Adcox Student Prince

### Ader
- Ader Éole
- Ader Avion II
- Ader Avion III

### ADI
- ADI Condor
- ADI Stallion
- ADI Sportster
- ADI Bumble Bee

### Adkisson
- Adkisson SJ-1 Head Skinner

### Advanced Aeromarine
- Advanced Aeromarine Carrera
- Advanced Aeromarine Mallard
- Advanced Aeromarine Sierra

### Advanced Aviation
- Advanced Aviation Buccaneer
- Advanced Aviation Carrera
- Advanced Aviation Cobra
- Advanced Aviation Explorer
- Advanced Aviation King Cobra
- Advanced Aviation Zephyr

### Advanced Composites Solutions
- ACS-100 Sora

### Advanced Soaring Concepts
- Advanced Soaring Concepts Falcon
- Advanced Soaring Concepts Spirit
- Advanced Soaring Concepts Apex

### AEA
- AEA Red Wing ("Aerodrome #1")
- AEA White Wing ("Aerodrome #2")
- AEA June Bug ("Aerodrome #3"), chế tạo lại AEA Loon
- AEA Silver Dart ("Aerodrome #4")
- AEA Cygnet ("Aerodrome #5")

### AEG
- AEG B.I
- AEG B.II
- AEG B.III
- AEG C.I
- AEG C.II
- AEG C.III
- AEG C.IV
- AEG C.V
- AEG C.VI
- AEG C.VII
- AEG C.VIII
- AEG D.I
- AEG D.II
- AEG D.III
- AEG DJ.I
- AEG Dr.I
- AEG F.1
- AEG G.I
- AEG G.II
- AEG G.III
- AEG G.IV
- AEG G.V
- AEG helicopter
- AEG J.I
- AEG J.II
- AEG N.I
- AEG PE
- AEG R.I
- AEG Z.1
- AEG Z.2
- AEG Z.3
- AEG Z.6
- AEG Z.9
- AEG Wagner Eule

### AEKKEA-RAAB
- AEKKEA-RAAB R-29

### Aerauto
- Aerauto PL.5C

### AEREON
- AEREON III
- AEREON 26

### Aerfer
Xem thêm: Ambrosini, Aeritalia
- Aerfer Ariete
- Aerfer Leone
- Aerfer Sagittario 2

### Aerial Distributors
- Distributor Wing

### Aeritalia
Xem thêm: Fiat, Alenia, AMX International, Aerfer
- Aeritalia G.91
- Aeritalia G.222

### Aer Lualdi
See also: Lualdi-Tassotti
- Aer Lualdi L.55
- Aer Lualdi L.57
- Aer Lualdi L.59

### Aermacchi
Xem thêm: Macchi, AMX International
- Aermacchi AM.3
- Aermacchi AL-60
- Aermacchi S-211
- Aermacchi SF.260
- Aermacchi M-290 RediGO
- Aermacchi M-311
- Aermacchi MB-326
- Aermacchi MB-335
- Aermacchi MB-338
- Aermacchi MB-339
- Aermacchi MB-340
- Aermacchi M-346

### Aero
- Aero 45 & 145
- Aero A.1
- Aero A.10
- Aero A.11
- Aero A.12
- Aero A.14
- Aero A.15
- Aero A.17
- Aero A.18
- Aero A.19
- Aero A.20
- Aero A.21
- Aero A.22
- Aero A.23
- Aero A.24
- Aero A.25 & A.125
- Aero A.26
- Aero A.27
- Aero A.29
- Aero A.30, A.130, A.230, A.330 & A.430
- Aero A.32
- Aero A.34 & A.134
- Aero A.35
- Aero A.38
- Aero A.42
- Aero A.46
- Aero A.100
- Aero A.101
- Aero A.102
- Aero A.104
- Aero A.200
- Aero A.204 & A.304
- Aero A.300
- Aero Ae 01
- Aero Ae 02
- Aero Ae 03
- Aero Ae 04
- Aero Ae 10
- Aero Ae 50
- Aero Ae 270 Ibis
- Aero C-3 & C-103
- Aero L-29 Delfin
- Aero L-39 Albatros & L-139 Albatros
- Aero L-59 Super Albatros & L-159 ALCA
- Aero L-60 Brigadyr & L-160 Brigadyr
- Aero MB.200

### Aero Adventure Aviation
- Aero Adventure Aventura
- Aero Adventure KP 2U-Sova
- Aero Adventure Toucan
- Aero Adventure Pegasus

### Aero Boero
- Aero Boero 260AG
- Aero Boero AB-95
- Aero Boero AB-115
- Aero Boero AB-150
- Aero Boero AB-180
- Aero Boero AB-210
- Aero Boero AB-260

### Aero Bravo
- Aero Bravo Bravo 700
- Aero Bravo Sky Ranger

### Aerocar
- Aerocar 2000

### Aerocar International
Xem thêm: Taylor
- Aerocar Aerocar
- Aerocar Aero-Plane
- Aerocar III
- Aerocar Bullet
- Aerocar Coot
- Aerocar IMP, Mini-IMP, Micro-IMP và Ultra-IMP

### Aero-Cam
- Aero-Cam Slick 360

### Aero Commander
Xem thêm: Aero Design and Engineering Company, Rockwell
- Aero Commander
- Aero Commander 100 hay còn gọi là Darter Commander, Lark Commander
- Aero Commander 200 hay còn gọi là Meyers 200
- Aero Commander Ag Commander
  - CallAir A-9 phiên bản
  - Ayres Thrush phiên bản, trước đó được gọi là Snow S-2
- Aero Commander Jet Commander (xem IAI Westwind)

### Aerocomp
- Aerocomp Merlin
- Aerocomp Comp Air 3
- Aerocomp Comp Air 4
- Aerocomp Comp Air 6
- Aerocomp Comp Air 7
- Aerocomp Comp Air 8
- Aerocomp Comp Air 10
- Aerocomp Comp Air 12
- Aerocomp Comp Air Jet

### Aero Composites/Aero Composite Technologies
- Aero Composites Sea Hawker

### Aero-Craft
- Aero-Craft Aero-Coupe

### Aero Design and Engineering Company
Xem thêm: Aero Commander, Rockwell
- Aero Commander

### Aero Design Associates
- Aero Design DG-1

### Aero Designs
- Aero Designs Pulsar XP

### Aero-Difusión
- Aero-Difusión D11 Compostela
- Aero-Difusión D-112 Popuplane
- Aero-Difusión D-119 Popuplane
- Aero-Difusión D-1190S Compostela

### Aero-Dynamics
- Aero Dynamics Sparrow Hawk

### Aero Engineers Australia
- AEA Explorer
- AEA Maverick

### Aero Gare
- Aero Gare Sea Hawker

### Aero-Flight
- Aero-Flight Streak

### AeroLites
- AeroLites Bearcat
- AeroLites Ag Bearcat

### Aero Ltd
- Aero AT-1
- Aero AT-2
- Aero AT-3

### Aeromarine
- Aeromarine 39
- Aeromarine 40
- Aeromarine 75
- Aeromarine 700
- Aeromarine AS
- Aeromarine PG-1

### Aeromere
- Aeromere Falco
- Aeromere M-100

### Aeromot
- Aeromot Ximango AMT 100
- Aeromot Super Ximango AMT 200

### Aeronautica Umbra
- Aeronautica Umbra Trojani AUT.18

### Aeronautical Engineering Co
- Aeronautical Engineering AE-5

### Aeronca
- Aeronca 7 Champion
- Aeronca 11 Chief
- Aeronca 15 Sedan
- Aeronca 50 Chief
- Aeronca 65 Super Chief
- Aeronca Arrow
- Aeronca C-2
- Aeronca C-3
- Aeronca C-100
- Aeronca Chum
- Aeronca K
- Aeronca L
- Aeronca L-3/O-58 Grasshopper
- Aeronca LNR
- Aeronca TG-5

### Aeroneering
- Miller Lil' Rascal

### Aero Resources
- Aero Resources J-2
- Aero Resources Super J-2

### Aeros
- Aeros Sky Ranger

### Aerospace
- Aerospace Airtrainer
- Aerospace Fletcher
- Aerospace Cresco

### Aerospace General
- Aerospace General Mini-Copter

### Aero Spacelines
- Aero Spacelines Guppy
- Aero Spacelines Mini Guppy
- Aero Spacelines Super Guppy

xem Boeing

### Aérospatiale
- Aérospatiale Alouette II
- Aérospatiale Alouette III
- Aérospatiale Caravelle
- Aérospatiale Corvette
- Aérospatiale Cougar
- Aérospatiale Dauphin
- Aérospatiale Djinn
- Aérospatiale Fregate
- Aérospatiale Epsilon
- Aérospatiale Gazelle
- Aérospatiale Ludion
- Aérospatiale Mohawk
- Aérospatiale N 262
- Aérospatiale N 500
- Aérospatiale N 3202
- Aérospatiale Puma
- Aérospatiale Ecureuil
- Aérospatiale Super-Caravelle
- Aérospatiale Super Frelon
- Aérospatiale Super Puma
- Aérospatiale-British Aerospace Concorde

### Aerosport
- Aerosport Quail
- Aerosport Rail
- Aerosport Scamp
- Aerosport Woody Pusher

### Aerotec
- Aerotec Tangará
- Aerotec Uirapuru

### Aerotécnica
- Aerotécnica AC-11
- Aerotécnica AC-12
- Aerotécnica AC-13
- Aerotécnica AC-14
- Aerotécnica AC-21

### Aerotechnik
- Aerotechnik Vivat L 13

### Aer Pegaso
Xem thêm: CVT
- Aer Pegaso M 100S

### AESL
- AESL CT-4 Airtrainer

### AFU
- AFU AA-7/AJ-7/AR-7

### AGO Flugzeugwerke
- AGO C.I
- AGO C.II
- AGO C.III
- AGO C.IV
- AGO C.VII
- AGO C.VIII
- AGO DV.3
- AGO S.I

### Agusta
- Agusta A.101
- Agusta-Bell AB.102
- Agusta A.103
- Agusta A.104
- Agusta A.105
- Agusta A.106
- Agusta A109
- Agusta A.115
- Agusta A119
- Agusta A129 Mangusta
- Agusta AZ8-L
- Agusta CP-110
- AgustaWestland AW139
- AgustaWestland CH-148 Petrel
- AgustaWestland CH-149 Cormorant
- AgustaWestland EH101

### Ahrens
- Ahrens AR404

### Aichi Kokuki
- Aichi AB-1
- Aichi B7A Ryusei
- Aichi D1A
- Aichi D3A
- Aichi E3A
- Aichi E8A
- Aichi E10A
- Aichi E11A
- Aichi E12A
- Aichi E13A
- Aichi E16A
- Aichi F1A
- Aichi H9A
- Aichi M6A Seiran
- Aichi M6A1-K Nanzan
- Aichi S1A Denko
- Aichi Type 2
- Aichi Type 15
- Aichi Type H

### AIDC
- AIDC AT-3
- AIDC F-CK-1 Ching-kuo
- AIDC PL-1
- AIDC T-CH-1
- AIDC XC-2

### Aircraft Cooperative
- Aircraft Cooperative Mechta Russia AC-4

### Aircraft Engineering Corp
- Ace K-1

### Air Tractor
- Air Tractor AT-301
- Air Tractor AT-302
- Air Tractor AT-400
- Air Tractor AT-401
- Air Tractor AT-402
- Air Tractor AT-501
- Air Tractor AT-502
- Air Tractor AT-503
- Air Tractor AT-602
- Air Tractor AT-802

### Airbus
- Airbus A300(B2,B4,-600, and 600R)
- Airbus A300-600F
- Airbus A310-200
- Airbus A310-300
- Airbus A310 MRTT
- Airbus A318
- Airbus A319
- Airbus A319CJ
- Airbus A320-200
- Airbus A321-200
- Airbus A330 MRTT
- Airbus A330-200
- Airbus A330-300
- Airbus A340-200
- Airbus A340-300
- Airbus A340-500
- Airbus A340-600
- Airbus A350-800
- Airbus A350-900
- Airbus A380-800
- Airbus A380-800F
- Airbus A400M
- Airbus Beluga
- Airbus CC-150 Polaris

### Airco
- Airco DH.1
- Airco DH.2
- Airco DH.3
- Airco DH.4
- Airco DH.5
- Airco DH.6
- Airco DH.7
- Airco DH.8
- Airco DH.9
- Airco DH.10

### Aircraft Disposal Company
- Martinsyde ADC1

### Airmaster
- Airmaster H2-B1

### Air Navigation and Engineering Company
- ANEC I
- ANEC II
- ANEC III
- ANEC IV

### Airspeed
- Airspeed AS 4 Ferry
- Airspeed AS 5 Courier
- Airspeed AS 6 Envoy
- Airspeed AS 8 Viceroy
- Airspeed AS 10 Oxford
- Airspeed AS 30 Queen Wasp
- Airspeed AS 45 Cambridge
- Airspeed AS 57 Ambassador
- Airspeed Consul
- Airspeed Fleet Shadower
- Airspeed AS 51 Horsa

### AISA
- AISA I-11
- AISA GN

### Akaflieg Berlin
- Akaflieg Berlin B-12
- Akaflieg Berlin B-13

### Akaflieg Braunschweig
- Akaflieg Braunschweig SB-5
- Akaflieg Braunschweig SB-7
- Akaflieg Braunschweig SB-9
- Akaflieg Braunschweig SB-10
- Akaflieg Braunschweig SB-11
- Akaflieg Braunschweig SB-12
- Akaflieg Braunschweig SB-13
- Akaflieg Braunschweig SB-14

### Akaflieg Darmstadt
- Akaflieg Darmstadt D-34
- Akaflieg Darmstadt D-36
- Akaflieg Darmstadt D-37
- Akaflieg Darmstadt D-38
- Akaflieg Darmstadt D-39
- Akaflieg Darmstadt D-40
- Akaflieg Darmstadt D-41

### Akaflieg Hannover
- Akaflieg Hannover AFH-24

### Akaflieg Karlsruhe
- Akaflieg Karlsruhe AK-1
- Akaflieg Karlsruhe AK-5
- Akaflieg Karlsruhe AK-5b
- Akaflieg Karlsruhe AK-8

### Akaflieg München
- Akaflieg München Mü-13
- Akaflieg München Mü-17
- Akaflieg München Mü-22
- Akaflieg München Mü-26
- Akaflieg München Mü-27
- Akaflieg München Mü-28

### Akaflieg Stuttgart
- Akaflieg Stuttgart FS-24
- Akaflieg Stuttgart FS-25
- Akaflieg Stuttgart FS-29
- Akaflieg Stuttgart FS-31
- Akaflieg Stuttgart FS-32

### Akron-Funk
- Akron-Funk C-92

### Alaparma
see also Mantelli
- Alaparma Baldo
- Alaparma Tucano

### Albatros Flugzeugwerke
- Albatros Al 101
- Albatros Al 102
- Albatros Al 103
- Albatros B.I
- Albatros B.II
- Albatros B.III
- Albatros C.I
- Albatros C.III
- Albatros C.V
- Albatros C.VII
- Albatros C.VIII
- Albatros C.IX
- Albatros C.X
- Albatros C.XII
- Albatros C.XIV
- Albatros C.XV
- Albatros D.I
- Albatros D.II
- Albatros D.III
- Albatros D.IV
- Albatros D.V
- Albatros D.VI
- Albatros D.VII
- Albatros D.VIII
- Albatros D.IX
- Albatros D.X
- Albatros D.XI
- Albatros D.XII
- Albatros Dr.I
- Albatros Dr.II
- Albatros G.I
- Albatros G.II
- Albatros G.III
- Albatros H 1
- Albatros J.I
- Albatros J.II
- Albatros L 30
- Albatros L 56
- Albatros L 57
- Albatros L 58
- Albatros L 59
- Albatros L 60
- Albatros L 65
- Albatros L 66
- Albatros L 67
- Albatros L 68
- Albatros L 69
- Albatros L 70
- Albatros L 71
- Albatros L 72
- Albatros L 73
- Albatros L 74
- Albatros L 75
- Albatros L 76
- Albatros L 77
- Albatros L 78
- Albatros L 79
- Albatros L 81
- Albatros L 82
- Albatros L 83
- Albatros L 84
- Albatros L 100
- Albatros L 101
- Albatros L 102
- Albatros L 103
- Albatros N.I
- Albatros W.1
- Albatros W.4
- Albatros W.5

### Alcock
- Alcock Scout

### Alenia
Xem thêm: Fiat, Aeritalia, AMX International
- Alenia C-27 Spartan

### Alexander Schleicher
- Hol's der Teufel
- Prüfling
- Zögling
- Professor
- Mannheim
- Anfänger
- Stadt Frankfurt
- Rhönadler
- Rhönbussard
- Falke
- Seeadler
- Condor
- SG38
- Luftkuort Poppenhausen
- OBS
- Rhönadler
- Olympia Meise
- Grunau Baby
- EW 18
- ES49
- Condor IV
- Rhönlerche I
- Alexander Schleicher Ka 1
- Alexander Schleicher Ka 2
- Alexander Schleicher Ka 3
- Alexander Schleicher Ka 4
- Alexander Schleicher Ka 6
- Alexander Schleicher K 7
- Alexander Schleicher K 8
- Alexander Schleicher K 9
- Alexander Schleicher K 10
- Alexander Schleicher AS12
- Alexander Schleicher ASW 12
- Alexander Schleicher ASK 13
- Alexander Schleicher ASK 14
- Alexander Schleicher ASW 15
- Alexander Schleicher ASK 16
- Alexander Schleicher ASW 17
- Alexander Schleicher ASK 18
- Alexander Schleicher ASW 19
- Alexander Schleicher ASW XV
- Alexander Schleicher ASW 20
- Alexander Schleicher ASK 21
- Alexander Schleicher ASW 22
- Alexander Schleicher ASK 23
- Alexander Schleicher ASW 24
- Alexander Schleicher AS 22-2
- Alexander Schleicher ASH 25
- Alexander Schleicher ASH 26
- Alexander Schleicher ASW 27
- Alexander Schleicher ASW 28
- Alexander Schleicher ASG 29

### Alexejew
- I-212
- Samoljot 150

### Alisport
- Alisport Silent

### All American
- All American Ensign

### Alliant
- Alliant RQ-6 Outrider

### Allied Aviation
- Allied Aviation LRA
- Allied Aviation LR2A
- Allied Aviation Trimmer

### Alpla
- Alpla Samburo

### Ambrosini
- Ambrosini S.7 và Super S.7
- Ambrosini S.1001
- Ambrosini S.1002
- Ambrosini SAI.1
- Ambrosini SAI.2
- Ambrosini SAI.2S
- Ambrosini SAI.3
- Ambrosini SAI.7
- Ambrosini SAI.10
- Ambrosini SAI.11
- Ambrosini SAI.107
- Ambrosini SAI.207
- Ambrosini SAI.403
- Ambrosini Sagittario
- Ambrosini SS.4

### AmEagle
- AmEagle American Eaglet

### American Airmotive
- American Airmotive NA-75

### American Aviation
- American Aviation AA-1 Yankee
- American Aviation AA-1A Trainer
- American Aviation AA-2 Patriot
- American Aviation AA-5 Traveler

### American Champion
- American Champion 7EC Champ
- American Champion 7ECA Citabria Aurora
- American Champion 7GCAA Citabria Adventure
- American Champion 7GCBC Citabria Explorer
- American Champion 8GCBC Scout
- American Champion 8KCAB Super Decathlon

### American General Aviation Corporation
- American General AG-5B Tiger

### Amiot
- Amiot 120 (122, 123)
- Amiot 143M
- Amiot 354

### AMX International
- AMX International AMX

### Anahuac
- Anahuac Tauro

### Anatra
- Anatra V.I.
- Anatra D
- Anatra DS

### ANBO
- ANBO I
- ANBO II
- ANBO III
- ANBO IV
- ANBO 41
- ANBO V
- ANBO 51
- ANBO VI
- ANBO VII
- ANBO VIII

### Anderson
- Anderson Kingfisher

### Anderson Greenwood
- Anderson Greenwood AG-14

### ANF Les Mureaux
- ANF Les Mureaux 3
- ANF Les Mureaux 4
- ANF Les Mureaux 110, 111, 112, 113, 114, 115, 117, 119
- ANF Les Mureaux 121
- ANF Les Mureaux 131
- ANF Les Mureaux 140
- ANF Les Mureaux 160
- ANF Les Mureaux 170
- ANF Les Mureaux 180
- ANF Les Mureaux 190
- ANF Les Mureaux 200

### Angel Aircraft Corporation
- Evangel 4500

### Ansaldo
- Ansaldo A.1 Balilla
- Ansaldo A.300
- Ansaldo AC.2
- Ansaldo AC.3
- Ansaldo ISVA
- Ansaldo SVA.1
- Ansaldo SVA.2
- Ansaldo SVA.3
- Ansaldo SVA.4
- Ansaldo SVA.5
- Ansaldo SVA.6
- Ansaldo SVA.8
- Ansaldo SVA.9
- Ansaldo SVA.10

### Antoinette
- Antoinette I
- Antoinette II
- Antoinette III
- Antoinette IV
- Antoinette V
- Antoinette VI
- Antoinette VII
- Antoinette VIII
- Antoinette military monoplane

### Antonov
- Antonov A-1
- Antonov A-2
- Antonov A-7
- Antonov A-9
- Antonov A-10
- Antonov A-11
- Antonov A-13
- Antonov A-15
- Antonov A-40 xe tăng bay
- Antonov An-2
- Antonov An-3
- Antonov An-4
- Antonov An-6
- Antonov An-8
- Antonov An-10
- Antonov An-12
- Antonov An-14
- Antonov An-22 Anteus
- Antonov An-24
- Antonov An-26
- Antonov An-28
- Antonov An-30
- Antonov An-32
- Antonov An-38
- Antonov An-70
- Antonov An-71
- Antonov An-72 Coaler
- Antonov An-74
- Antonov An-88
- Antonov An-124
- Antonov An-140
- Antonov An-148
- Antonov An-174
- Antonov An-180
- Antonov An-204
- Antonov An-218
- Antonov An-225 Mriya
- Antonov OKA-38
- Antonov SKV

### Applebay
- Applebay Chiricahua
- Applebay Mescalero
- Applebay Zia
- Applebay Zuni

### Aquaflight
- Aquaflight Aqua I còn được gọi là W-6
- Aquaflight Aqua II

### Arado
- Arado Ar 64
- Arado Ar 65
- Arado Ar 66
- Arado Ar 67
- Arado Ar 68
- Arado Ar 69
- Arado Ar 76
- Arado Ar 79
- Arado Ar 80
- Arado Ar 81
- Arado Ar 95
- Arado Ar 96
- Arado Ar 196
- Arado Ar 197
- Arado Ar 198
- Arado Ar 199
- Arado Ar 231
- Arado Ar 232
- Arado Ar 234 Blitz
- Arado Ar 240
- Arado Ar 396
- Arado Ar 432
- Arado Ar 440
- Arado L 1
- Arado L II
- Arado S I
- Arado S III
- Arado SC I
- Arado SC II
- Arado SD I
- Arado SD II
- Arado SD III
- Arado SSD I
- Arado V I
- Arado W 2

### Archangelski
- Archangelski Ar-2

### Arctic Aircraft
- Arctic Aircraft Arctic Tern

### Armstrong Whitworth
- Armstrong Whitworth Ajax
- Armstrong Whitworth Albemarle
- Armstrong Whitworth Ara
- Armstrong Whitworth Argosy
- Armstrong Whitworth Aries
- Armstrong Armadillo
- Armstrong Whitworth Atalanta
- Armstrong Whitworth Atlas
- Armstrong Whitworth A.W.16
- Armstrong Whitworth AW.660 Argosy
- Armstrong Whitworth Awana
- Armstrong Whitworth Ensign
- Armstrong Whitworth F.K.3
- Armstrong Whitworth F.K.8
- Armstrong Whitworth F.K.9
- Armstrong Whitworth F.K.10
- Armstrong Whitworth Sea Hawk
- Armstrong Scimitar
- Armstrong Whitworth Siskin
- Armstrong Starling
- Armstrong Starling II
- Armstrong Whitworth Whitley
- Armstrong Whitworth Wolf

### Arocet
- Arocet AT-9

### Arpin
- Arpin A-1

### Arrow (UK)
- Arrow Active

### Arrow (US)
- Arrow Model F
- Arrow Sport

### Arsenal
- Arsenal O.101
- Arsenal VB 10
- Arsenal VG 30, VG 31, VG 32, VG 33, VG 34, VG 35, VG 36, VG 37, VG 38, and VG 39
- Arsenal VG 40
- Arsenal VG 50
- Arsenal VG 70
- Arsenal VG 80
- Arsenal VG 90
- Arsenal-Delanne 10

### Astra
- Astra C
- Astra CM

### ATA
- ATA Cruiser

### ASJA
- ASJA SA 14 Jaktfalken II
- ASJA F1
- ASJA L1 Viking
- ASJA L2
- ASJA L10
- ASJA L11
- ASJA Viking II

### Atlantic,Atlantic-Fokker
xem Fokker

### Atlas (South Africa)
- Atlas Alpha XH-1
- Atlas Cheetah
- Atlas Kudu
- Atlas Impala
- Atlas Oryx
- Atlas XH-2

### Atlas (USA)
- Atlas H-10

### ATR
- ATR-42
- ATR-72

### Aubert
- Aubert Cigale

### Auster
- Auster AOP6
- Auster AOP9
- Auster Aiglet Trainer
- Auster Alpha
- Auster Alpine
- Auster Arrow
- Auster Atom
- Auster Autocar
- Auster Autocrat
- Auster Avis
- Auster B.4
- Auster D.4
- Auster D.5
- Auster D.6
- Auster Workmaster
- Taylorcraft Auster

### Austin
- Austin-Ball A.F.B.1
- Austin A.F.T.3
- Austin Greyhound
- Austin Kestrel
- Austin Whippet

### Austral Lineas Aereas
- Austral AA-2 Mamba

### Australian Autogyro
- Australian Autogyro Skyhook

### Auto-Aero
- Auto-Aero Gobe R-26S

### AVE
- AVE Mizar

### Avia
- Avia 14
- Avia B-34
- Avia B-35
- Avia B-71
- Avia B-122
- Avia B-135
- Avia B-158
- Avia B-534
- Avia BH-1
- Avia BH-2
- Avia BH-3
- Avia BH-4
- Avia BH-5
- Avia BH-6
- Avia BH-7
- Avia BH-8
- Avia BH-9
- Avia BH-10
- Avia BH-11
- Avia BH-12
- Avia BH-16
- Avia BH-17
- Avia BH-19
- Avia BH-20
- Avia BH-21
- Avia BH-22
- Avia BH-23
- Avia BH-25
- Avia BH-26
- Avia BH-27
- Avia BH-28
- Avia BH-29
- Avia BH-33
- Avia F.IX và F.39
- Avia S-92
- Avia S-99
- Avia S-199

### Aviafiber
- Aviafiber Canard 2FL

### Aviamilano
- Aviamilano F.250
- Aviamilano F.260
- Aviamilano Falco
- Aviamilano Nibbio
- Aviamilano Scricciolo

### Aviat
- Aviat Husky
- Aviat Pitts Special

### Aviatik
xem thêm Berg
- Aviatik B.I
- Aviatik B.II
- Aviatik B.III
- Aviatik C.I
- Aviatik C.II
- Aviatik C.III
- Aviatik C.V
- Aviatik C.VI
- Aviatik C.VIII
- Aviatik C.IX
- Aviatik D.I
- Aviatik D.II
- Aviatik D.III
- Aviatik D.IV
- Aviatik D.V
- Aviatik D.VI
- Aviatik D.VII
- Aviatik Dr.I
- Aviatik G.I
- Aviatik G.III
- Aviatik R.III

### Aviation Industries of Iran
- AII AVA-101
- AII AVA-202
- AII AVA-303

### Aviation Traders
- Aviation Traders Accountant
- Aviation Traders Carvair

### Avions Fairey
xem thêm Tipsy
- Avions Fairey Belfair
- Avions Fairey Firefly
- Avions Fairey Fox
- Avions Fairey Junior
- Avions Fairey Tipsy Nipper

### Avions JDM
- JDM Roitelet

### Avro
xem thêm: Roe
- Avro 146
- Avro 500
- Avro 501
- Avro 502
- Avro 503
- Avro 504
- Avro 508
- Avro 510
- Avro 511
- Avro 521
- Avro 523 Pike
- Avro 529
- Avro 530
- Avro 531 Spider
- Avro 533 Manchester
- Avro 534 Baby
- Avro 536
- Avro 539
- Avro 547
- Avro 548
- Avro 549 Aldershot
- Avro 552
- Avro 555 Bison
- Avro 557 Ava
- Avro 558
- Avro 560
- Avro 561 Andover
- Avro 562 Avis
- Avro 566 Avenger
- Avro 571 Buffalo
- Avro 581
- Avro 584 Avocet
- Avro 594 Avian
- Avro 604 Antelope
- Avro 616 Avian
- Avro 618 Ten
- Avro 619 Five
- Avro 621 Tutor
- Avro 624 Six
- Avro 626 Prefect
- Avro 627 Mailplane
- Avro 631 Cadet
- Avro 636
- Avro 638 Club Cadet
- Avro 641 Commodore
- Avro 643 Cadet
- Avro 652 Anson
- Avro 671 Rota
- Avro 679 Manchester
- Avro 683 Lancaster
- Avro 685 York
- Avro 688 Tudor
- Avro 689 Ashton
- Avro 691 Lancastrian
- Avro 694 Lincoln
- Avro 695 Lincolnian
- Avro 696 Shackleton
- Avro 698 Vulcan
- Avro 701 Athena
- Avro 707
- Avro 730
- Avro 748
- Avro Aldershot
- Avro Andover
- Avro Antelope
- Avro Anson
- Avro Ashton
- Avro Athena
- Avro Avenger
- Avro Avian
- Avro Avocet
- Avro Biplane
- Avro Bison
- Avro Buffalo
- Avro Cadet
- Avro Duigan
- Avro Lancaster
- Avro Lancastrian
- Avro Lincoln
- Avro Mailplane
- Avro Manchester
- Avro Mercury
- Avro Prefect
- Avro Rota
- Avro Shackleton
- Avro Triplane
- Avro Tutor
- Avro Type D
- Avro Type E
- Avro Type F
- Avro Type G
- Avro Viper
- Avro Vulcan
- Avro Wright
- Avro York

### Avro Canada
- Avro Canada Avrocar
- Avro Canada Jetliner
- Avro CF-100 Canuck
- Avro CF-105 Arrow
- Avro CT-114 Tutor

### Avtek
- Avtek 400

### Ayres
- Ayres Let L 610
- Ayres LM200 Loadmaster
- Ayres Thrush

### Azcárate
- Azcárate E
- Azcárate O-E-1

Danh sách máy bay
A B C-D E-H I-M N-S T-Z